# القصيع (حزم العدين)

تعديل مصدري - تعديل

القصيع هي إحدى قرى عزلة الأبعون بمديرية حزم العدين التابعة لمحافظة إب، بلغ تعداد سكانها 563 نسمة حسب تعداد اليمن لعام 2004.